# 류경안과종합병원
류경안과종합병원은 조선민주주의인민공화국의 안과 종합병원이다.

## 역사
2016년 1월에 착공하여 11월 1일에 개원되었다. 김정은 조선로동당 총비서의 치적 사업 중 하나이다.

## 같이 보기
- 조선민주주의인민공화국
- 종합병원
- 안과
- 평양시
- 대동강구역
- 김정은
- 산원거리
- 병원